# Coțofenii din Dos
Coțofenii din Dos est une commune roumaine située dans le județ de Dolj.